# Pastoralreise
Als Pastoralreise wird in der römisch-katholischen Kirche die Reise des Papstes, eines Bischofs, Ordensoberen in einen Staat oder ein Gebiet bezeichnet, die hauptsächlich der Pastoral sowie der Stärkung der lokalen Kirchenleitung bzw. Seelsorger dient. Bei Bischöfen und Äbten hat die Pastoralreise Ähnlichkeit mit der Visitation. 
Das Interesse und die Verantwortung von Papst, Bischöfen für den Status und die angestrebte Lebendigkeit einer regionalen Kirche begründet sich im sogenannten Hirtendienst (Pastoral), den Jesus mit dem Gleichnis vom Guten Hirten als Vorbild für die spätere Tätigkeit der Apostel definiert hat.
Im Unterschied zu einer schlichten Dienstleistung ist die Pastoral dem Begriff nach auch mit der Ausübung kirchlicher Autorität verbunden, was je nach örtlichem Zustand der Kirche bei Pastoralreisen ebenfalls zum Ausdruck kommen kann – bei Papstreisen etwa durch ausreichende Zeit für das Gespräch mit den Bischöfen des besuchten Landes. 

## Päpstliche Pastoralreisen
Papst Paul VI. etablierte die Pastoralreise während des II. Vaticanums in Form des Botschafters des Konzils als neues Instrument der Kirchenleitung.
- Auslandsreisen von Papst Johannes Paul II.
- Papstbesuch in Deutschland 2006 und 2011
- Papstbesuche in Österreich (zuletzt 2007)
- Papstbesuche der Schweiz (zuletzt 2004)